# Attilio Piccioni
Attilio Piccioni, italijanski politik, * 14. julij 1892, Poggio Bustone (Rieti), † 10. marec 1976, Rim.
Piccioni je bil minister za pravosodje Italijanske republike (1950-1951) in minister za zunanje zadeve Italijanske republike (1954, 1962-1963).